# Angels Toruń
Pour les articles homonymes, voir Angels.
Stade
Maillots
Les Angels Toruń sont un club de football américain situé à Toruń dans la voïvodie de Couïavie-Poméranie, en Pologne. Il évolue en championnat de Pologne de football américain.
L’équipe compte des joueurs polonais, américains et britanniques. Le joueur français Mathieu Cadoux (précédemment des Frelons de Morlaix et des Argonautes d’Aix-en-Provence) joue dans l’équipe durant la saison 2012.